# Benigno Andrade
Benigno Andrade García, més conegut pel nom de guerra de Foucellas, (22 d'octubre de 1908 - 7 d'agost de 1952) fou un anarquista i guerriller antifranquista gallec.

## Biografia

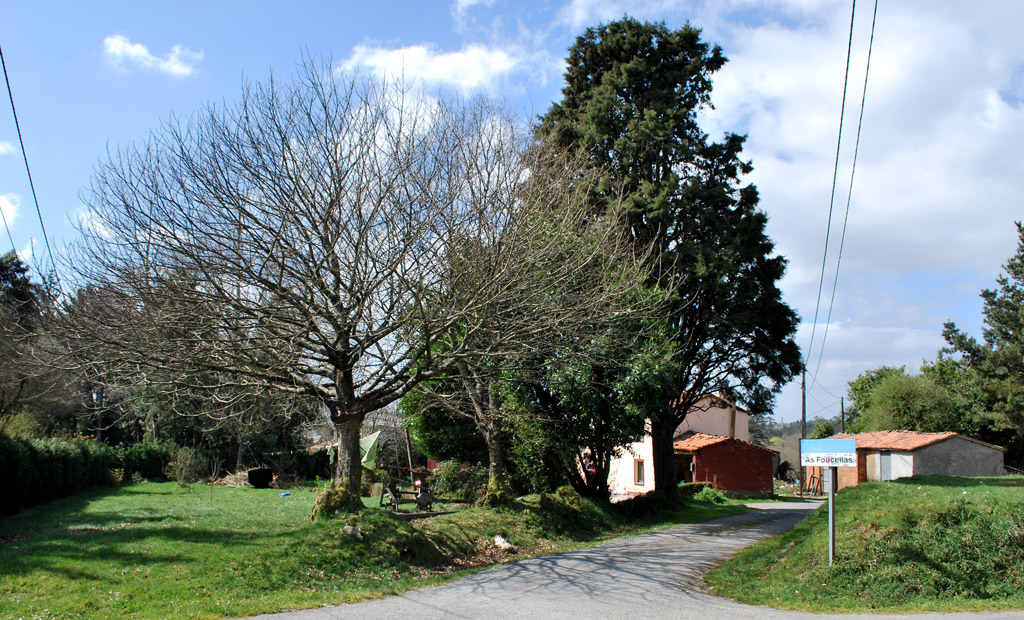
As Foucellas, Mesía.

Nascut a As Foucellas, d'on va prendre el sobrenom, a la parròquia de Cabrui, Mesía. Va estudiar a l'escola primària de la localitat i des de molt jove va treballar en les labors del camp. Més tard es va traslladar a Lleó per a treballar a les mines de carbó de Fabero, Ponferrada. Casat amb María Pérez, va tenir dos fills, Josefa i Sergio.
La seva dona treballava en la casa del metge de la localitat, Manuel Calvelo, qui juntament amb la seva dona Isabel Ríos Lazcano, dirigien la cèl·lula comunista de Curtis, Societat Republicana Ràdio Comunista a Curtis, amb la qual simpatitzava Foucellas. Posteriorment afiliat a la CNT, a l'esclatar la guerra civil espanyola es va enrolar en una columna que es dirigiria a la Corunya, per a trobar-se amb la ciutat ja presa pels grups colpistes, pel que va retornar a Curtis. Va intervenir en una requisa d'armes a Fisteos i en una altra de dinamita a l'estació de tren de Teixeiro i, tement represàlies dels sectors feixistes, es va tirar al mont.
Durant la guerra va estar malalt de diftèria i la va passar convalescent i amagat en diversos llocs del municipi. Durant aquest temps va ser cridat a files i declarat pròfug. Ja recuperat i encara no buscat activament per la guàrdia civil, es va posar al capdavant, cap a l'any 1941, d'una partida guerrillera (maquis) que actuava sobretot en la zona de Sobrado dos Monxes i Arzúa, formada principalment per presoners republicans escapolits dels batallons de càstig disciplinari que existien en aquella època en Galícia. Aviat va adquirir fama de tenir un olfacte especial per a evitar les emboscades, que se suposa procedia de les activitats d'"espia" de la seva germana Consuelo, que treballava en la caserna de la guàrdia civil. El 1943 va passar al grup del Tinent Freijo de Lugo, que operava principalment en la zona de Curtis i Ordes.
Ferit fortuïtament per la seva pròpia arma, al març de 1943 és traslladat pels seus companys a La Corunya, on és operat sota un nom fals en el Sanatori San Nicolás, situat en la cèntrica Plaça de Vigo. La seva desimboltura era tal, que durant la seva convalescència acudia a veure els partits del Deportivo de la Coruña, del porter del qual, Acuña, era gran seguidor.
El 1945 se li atribuïx la mort del Cap de la Guàrdia Civil Manuel Bello a Curtis. El 1947 va tornar al mont, encara que la seva activitat comença a decaure, ja que molts dels seus companys moriren en emboscades i enfrontaments militars. A l'abril d'aquest any es trasllada a Pontevedra com cap de la Cinquena Agrupació. A l'octubre de 1949 escapa a una emboscada de la Guàrdia Civil a Riqueche, cap del destacament Cortizas. En els anys 50 i 51, ja molt minvats els destacaments guerrillers, es trasllada a la zona de Betanzos, en companyia de Manuel Villar, Manolito, que li servia d'únic enllaç. El 9 de març de 1952 és detingut en el lloc de Costa, Oza dos Ríos, resultant mort Manolito i un altre guerriller, i el guàrdia civil Cesáreo Díez; i ferit en una cama Benigne. Terriblement torturat per la Guàrdia Civil, va confessar l'ajuda que li havien prestat molts alcaldes dretans de la zona. Va ser jutjat en consell de guerra el 26 de juny de 1952 i condemnat a mort, sentència executada el 7 d'agost del mateix any, a la presó de La Corunya, mitjançant garrot vil i sent enterrat en una fossa comuna del cementiri de San Amaro.
La vida de Benigne Andrade està enfosquida per la llegenda forjada pel poble, que li va atribuir tota classe d'actes, fins a l'extrem que els guerrillers gallecs van ser anomenats "Foucellas" en general. Se li van atribuir multitud d'actuacions, encara que és cert que molts bandolers i delinqüents comuns culpaven Foucellas dels seus propis crims, donada la gran fama d'aquest.